# Chiropodomys karlkoopmani
Chiropodomys karlkoopmani — вид деревних гризунів родини Muridae. Він є ендемічним для островів Пагай і Сіберут у групі островів Ментавай, біля західного узбережжя Суматри в Індонезії. Його природне місце існування — тропічний первинний рівнинний ліс. Йому загрожує втрата середовища проживання (вирубка).

## Опис
Малий гризун з довжиною голови й тулуба від 84 до 107 мм, довжиною хвоста від 123 до 171 мм, довжиною лапи від 24 до 29 мм і довжиною вуха 17 мм. Хутро коротке, щільне і м'яке. Верх сірувато-бурий, боки, голова і спина темніші. Навколо очей є більш темні кільця. Кінчик морди також темний. Вуса рясні та довгі, вуха маленькі, темно-коричневі й рідко вкриті шерстю. Черевні частини світло-сірі. Горло та підборіддя білі. Хвіст укритий шерстю, поступово довшою від основи до кінчика. Забарвлення темно-коричневе в першій базальній третині, біле в інших двох третинах.

## Спосіб життя
Це деревний вид.